# Cair da tarde
Cair da tarde is een compositie van de Braziliaanse componist Heitor Villa-Lobos. Hij schreef een toonzetting onder het gedicht van Dora Vasconcelos, een vriendin van hem. Het gedicht behandelt de zonsondergang in het bos, in dit geval het Amazoneregenwoud. De nacht verjaagt het licht, de wind valt stil en het bos valt in slaap.
Villa-Lobos schreef drie versies:
1. een versie voor zangstem en piano (W544)
2. een versie voor zangstem en orkest (W545)
3. als deel voor A floresta do Amazonas (W551).

Villa-Lobos voerde het werk zelf nog uit tijdens zijn laatste concert dat plaatsvond op 7 december 1959 met het Symphony of the Air met soliste Elinor Ross. De soliste op een vlak daarna verschenen opname van dit werk is echter Bidau Sayão.  